# Munster (Indiana)
Munster es un pueblo situado en el condado de Lake, Indiana, Estados Unidos. Tiene una población estimada, a mediados de 2023, de 23 614 habitantes.
Está ubicado en el área metropolitana de Chicago, al sureste de la ciudad. 

## Geografía
La localidad está ubicada en las coordenadas 41°32′49″N 87°30′17″O / 41.54694, -87.50472 (41.54691, -87.504589). Según la Oficina del Censo, tiene una superficie total de 19.76 km², de los cuales 19.52 km² corresponden a tierra firme y 0.24 km² están cubiertos de agua.

## Demografía
Según el censo de 2020, en ese momento la localidad tenía una población de 23 894 habitantes. La densidad de población era de 1224.08 hab./km². El 71.99% de los habitantes eran blancos, el 6.25% eran afroamericanos, el 0.48% eran amerindios, el 6.40% eran asiáticos, el 0.02% eran isleños del Pacífico, el 4.69% eran de otras razas y el 10.17% eran de una mezcla de razas. Del total de la población, el 15.58% eran hispanos o latinos de cualquier raza.

## Economía
La ubicación de Munster, cercana a las principales autopistas, aeropuertos y líneas ferroviarias de la región, ha contribuido a que la localidad se convierta en un centro atractivo para emprendimientos de todo tipo. Las tasas impositivas más bajas han representado un incentivo para que parques industriales y complejos de oficinas más pequeños se instalen en la zona.